# 80 Piscium
80 Piscium, eller e Piscium, är en misstänkt variabel i Fiskarnas stjärnbild.
Stjärnan varierar mellan visuell magnitud +5,45 och 5,55 utan någon fastställd periodicitet.